# Urša Bogatajová
Urša Bogatajová (* 7. března 1995, Lublaň) je slovinská skokanka na lyžích. Na olympijských hrách v Pekingu roku 2022 vyhrála závod žen, který se koná na středním můstku. Triumfovala především díky prvnímu skoku, který měl délku 108 metrů a byl zdaleka nejdelším v celém závodě. Navíc brala zlato se smíšeným družstvem, byť v závodě ovlivněném mnoha diskvalifikacemi kvůli nevyhovujícím kombinézám. Z mistrovství světa má stříbro ze závodu ženských družstev, z roku 2021. Ve světovém poháru skáče od roku 2011, k únoru 2022 nevyhrála individuální závod, sedmkrát stála na stupních vítězů, má ale dvě vítězství týmová. V roce 2021 vyhrála Grand Prix.